# Jan z Toledo
Jan z Toledo (zm. 13 lipca 1275 w San Germano) – angielski kardynał.

## Życiorys
Studiował medycynę i teologię na uniwersytecie w Toledo. Wstąpił do zakonu cystersów i przyjął święcenia kapłańskie. 28 maja 1244 papież Innocenty IV mianował go kardynałem prezbiterem San Lorenzo in Lucina. Uczestniczył w Soborze Lyońskim 1245. Protoprezbiter Świętego Kolegium 1254-62. Popierał kandydaturę Ryszarda z Kornwalii na króla Niemiec oraz króla Sycylii. Biskup Porto e Santa Rufina od grudnia 1261 roku. Brał udział w papieskich elekcjach 1254, 1261, 1264-65 i 1268-71. Od ok. 1255 roku działał w kurii papieskiej jako kardynał-protektor zakonu cysterskiego. Był fundatorem wielu klasztorów cysterskich w Rzymie, Perugii i Viterbo oraz autorem traktatów medycznych. Zmarł w San Germano.